# Alchemilla hemsinica
Alchemilla hemsinica är en rosväxtart som beskrevs av H. Kalheber. Alchemilla hemsinica ingår i släktet daggkåpor, och familjen rosväxter. Inga underarter finns listade i Catalogue of Life.